# متحف هوليوود للرعب
متحف هوليوود الرعب (بالانجليزية: Hollywood Horror Museum) هو متحف تعليمي مقترح تم إنشاؤه في عام 2015 من قبل هيستون هدلليستون. في أبريل 2019، لم يتم العثور على منشأة دائمة للمتحف أو مجموعته.
تتمثل مهمة متحف هوليوود للرعب في «تثقيف وتنوير وإلهام الناس من جميع الأعمار حول الجوانب الفنية والتقنية والنفسية والتاريخية والإبداعية للرعب في الأفلام والإعلام والفن والأدب والثقافة الشعبية».
في أبريل من عام 2018، ما إن ظهرت أخبار عن تهم جنازة هيستون هدلليستون المتعلقة باستغلال الأطفال في المواد الإباحية، وتمت إزالة قائمة مجلس الإدارة من كلا الموقعين الإلكترونيين لمتحف المؤسسة، ونأى الأعضاء الأفراد بأنفسهم علنًا عن المشروع.
بعد اعتقال هدليستون في عام 2018 بسبب استغلال الأطفال في المواد الإباحية  ، تمت إعادة تسمية متحف هوليوود للرعب باعتباره «جولة رعب عالمية» 

## روابط خارجية
- الموقع الرسمي